# Jan Jaroszyński (fotograf)
Jan Jaroszyński (ur. 28 kwietnia 1876 na wsi w rejonie Krasnegostawu, zm. 5 października 1956 we Wrocławiu) – polski inżynier elektrotechnik, turysta górski, wspinacz, artysta fotograf i popularyzator fotografii, działacz organizacji turystycznych i fotograficznych.

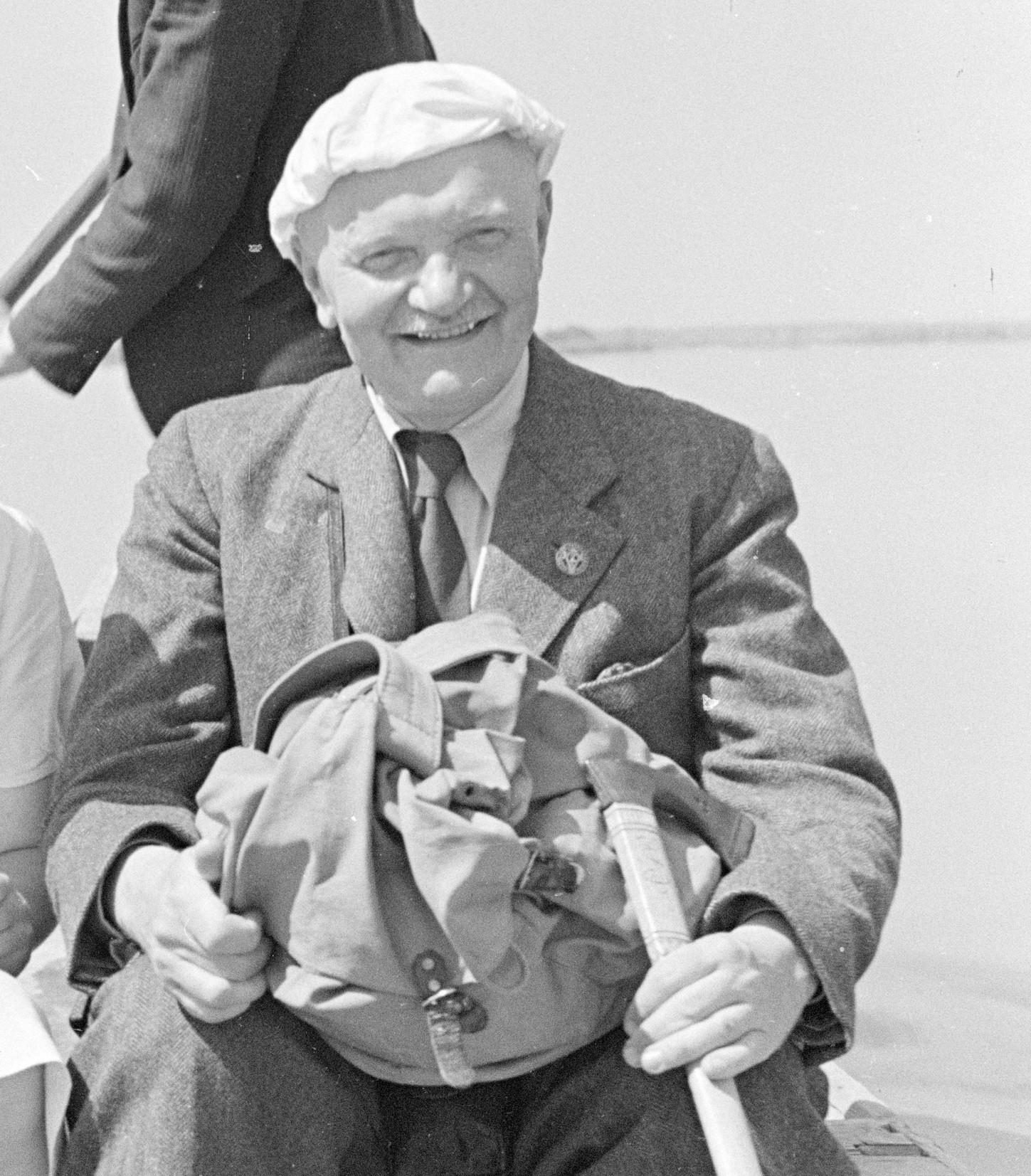
Jan Jaroszyński (1936)

## Życiorys
Przez całe życie pracował w zawodzie inżyniera. Z upodobaniem uprawiał turystykę górską, narciarstwo i wspinaczkę. Tatry poznał w 1905 r. jako członek Akademickiego Klubu Turystycznego. Uczestniczył w organizowanych przez ten klub wycieczkach w Alpy (1907, 1909, 1910), gdzie dokonał szeregu wejść alpinistycznych (wśród nich m.in. pierwsze polskie trawersowanie Mont Blanc, w 1910 z Władysławem Kręckim, Antonim Ojrzyńskim i Tadeuszem Ostrowskim. Od 1908 roku był członkiem Sekcji Turystycznej Towarzystwa Tatrzańskiego, później Klubu Wysokogórskiego. W latach 1923–27 pełnił obowiązki członka zarządu Sekcji Turystycznej PTT. W 1910 r. był jednym z założycieli Sekcji Miłośników Gór przy Polskim Towarzystwie Krajoznawczym oraz członkiem jej zarządu od 1910 do 1920 r. (a wiceprzewodniczącym zarządu w latach 1910-11). Po I wojnie światowej działał w zarządzie Oddziału Warszawskiego PTT. W latach 1923–24 oraz 1935-46 był członkiem Zarządu Głównego PTT.
Fotografować zaczął jeszcze z końcem XIX w. i zajmował się tą dziedziną do późnej starości. Pomimo iż był w tym zakresie samoukiem, posiadł znaczną wiedzę w zakresie fotografii i ciągle wówczas rozwijających się technik fotograficznych. Stosował różne techniki: bromową, ozobromową, pigmentową i gumy. Od 1907 r., był członkiem Towarzystwa Miłośników Fotografii w Warszawie.
Był przede wszystkim fotografem gór. Jego fotografie zamieszczały liczne czasopisma, nie tylko fotograficzne. Ilustrowały one również szereg wydawnictw książkowych, a także m.in. broszurę, w której opisał swoją wycieczkę na Mont Blanc (Wejście na Mont Blanc (4810 m), Warszawa 1912). Do pierwszej wojny światowej zaliczał się do najbardziej cenionych fotografów Tatr. Pełnił różnorakie funkcje w zarządach towarzystw fotograficznych, często wygłaszał odczyty. Z Tadeuszem Barzykowskim napisał doskonały Podręcznik fotografii (III wyd. w 1928 r.). Jego prace zaginęły podczas powstania warszawskiego.